# Сколько ангелов может танцевать на булавочной головке?
«Сколько ангелов может танцевать на булавочной головке?» — фраза, которая приводится как пример бессмысленного спора, обсуждающего малозначимые детали. В других вариантах фразы вместо ангелов могут быть черти; они могут «сидеть», а не «танцевать», и «на кончике иглы», а не «на булавочной головке».
Авторство обычно приписывается протестантскому теологу XVII века Уильяму Чиллингворту — в работе «Религия протестантов» (1637 год) он привёл фразу в варианте «Не может ли миллион ангелов сидеть на кончике иглы?» как пример бессмысленного вопроса, якобы занимавшего средневековых схоластов.
Тем не менее, не известно реальных упоминаний такого вопроса у теологов и ангелологов Средневековья; наиболее близкий пример — вопрос «Может ли несколько ангелов находиться в одном месте в одно время?» в «Сумме теологии» (около 1270 года) Фомы Аквинского (ангелы, по его мнению, состоят из чистого интеллекта и не имеют материального воплощения). Известно упоминание схожего вопроса в анонимной немецкоязычной работе XIV века — «тысяча душ на небесах сидят на кончике иглы» — но эта работа мистическая, а не теологическая.
Вариант происхождения, предложенный историком религии Питером Харрисоном, — из работы британского богослова Уильяма Склэтера, который использовал её в качестве игры слов — needle’s point (с англ. — «кончик иглы») созвучно с needless point (с англ. — «ненужный вопрос»).
Переход от некомфортного сидения на кончике иглы к танцеванию на нём же приписывают английскому философу Ралфу Кедворту, использовавшему такой вариант в «Истинной интеллектуальной системе вселенной» (1678 год), хотя ранее него эту фразу употребляли кембриджские неоплатоники, такие как Генри Мор и Джозеф Гленвилл.
Но, в отличие от Чиллингворта и Склэтера, неоплатоники использовали её не как пример внимания к абсурдно мелким деталям, а как пример неправильной формулировки вопроса — для них ангелы были более телесны. Поэтому они формулировали конец фразы так, чтобы игра слов была менее заметна — например, the point of a needle. Наконец, в XVIII веке распространился современный вариант — с булавочной головкой вместо кончика иглы.